# Escola EB 2,3 do Cávado
A Escola EB 2,3 do Cávado é uma escola básica do distrito de Braga que engloba os 5º, 6º, 7º, 8º e 9º anos de escolaridade obrigatória. Actualmente localiza-se em Panoias, embora também possa ser considerada como parte integrante da freguesia de São Paio de Merelim. É uma das mais novas escolas de Braga, tendo sido inaugurada no ano de 2000.

## Actividades Extra-Curriculares
A Escola EB 2,3 do Cávado é ainda reconhecida pelas muitas actividades extra-curriculares que realiza ao longo do ano, sendo que algumas destas se repetem todos os anos. Abaixo fica o exemplo de algumas das actividades anuais.

### Festa da Primavera
A Festa da Primavera, também conhecida como Festa da Floresta é o evento anual mais famoso da escola e o único que se repete sempre desde a sua criação em 2003. Este evento é uma consagração à Primavera, que decorre obviamente durante a mesma estação e que permite aos alunos organizarem as suas próprias vendas ou tendas de jogos, tal como numa festa popular; a juntar a isto a participação das escolas satélites da Escola EB 2,3 do Cávado e outras escolas do ensino primário ou do ensino básico.
Mas a maior inovação nesta festa são os portões abertos a todos e quaisquer participantes, desde habitantes de São Pedro de Merelim, Tibães ou Panoias até aos pais dos alunos. Conta ainda com um espectáculo organizado em palco e ainda com um ou dois cortejos que variam de ano para ano (na edição mais recente, em 2006, aconteceu uma mostra de cães da GNR e um desfile de máscaras).

### O Corta-Mato
Desde 2000 é também tradição a realização de um corta-mato em que quase todos os aluno costumam participar. Pretende sensibilizar para o exercício físico e para o com bem-estar, mas a sua maior causa confessa é a luta anti tabaco, que entra muitas vezes na vida dos adolescência.

### Datas Especiais
Como é óbvio, a Escola EB 2,3 do Cávado comemora também, como qualquer outra instalação educativa em Portugal datas como o Carnaval, a Páscoa, o Halloween ou o Natal. Contudo, nos anos recentes, têm sido escassas as vezes em que estes dias foram celebrados com o devido entusiasmo que merecem, limitando-se a escola a criar pequenas decorações ou eventos.

## Na Internet
Desde 2006 a Escola EB 2,3 do Cávado encontra-se na internet, graças à criação do website pela professora de EVT Carla Gaspar. Na mesma altura também o Moodle e o blogue da escola foram criados.

### O Blogue
O blogue, que serviu como espaço cultural da escola e que fez bastante sucesso na Blogosfera, foi ainda no ano de 2007 premiado com o 2º prémio na categoria de melhor blogue escolar de Portugal. O prémio foi uma máquina fotográfica digital da Sony.